# Astillé
Astillé – miejscowość i gmina we Francji, w regionie Kraj Loary, w departamencie Mayenne.
Według danych na rok 1990 gminę zamieszkiwało 521 osób, a gęstość zaludnienia wynosiła 25 osób/km² (wśród 1504 gmin Kraju Loary Astillé plasuje się na 831. miejscu pod względem liczby ludności, natomiast pod względem powierzchni na miejscu 523.).